# 1. Fußball-Club Kaiserslautern 1976-1977
Questa voce raccoglie le informazioni riguardanti il 1. Fußball-Club Kaiserslautern nelle competizioni ufficiali della stagione 1976-1977.

## Stagione
Nella stagione 1976-1977 il Kaiserslautern, allenato da Erich Ribbeck, concluse il campionato di Bundesliga al 13º posto. In Coppa di Germania il Kaiserslautern fu eliminato al terzo turno dal Bayer Uerdingen. In Coppa UEFA il Kaiserslautern fu eliminato al secondo turno dal Feyenoord.

## Rosa
| N. |                     | Ruolo | Calciatore         |
| -- | ------------------- | ----- | ------------------ |
|    | Svezia (bandiera)   | P     | Ronnie Hellström   |
|    | Germania (bandiera) | P     | Josef Stabel       |
|    | Germania (bandiera) | D     | Hans-Peter Briegel |
|    | Germania (bandiera) | D     | Ernst Diehl        |
|    | Germania (bandiera) | D     | Jürgen Groh        |
|    | Germania (bandiera) | D     | Reinhard Meier     |
|    | Germania (bandiera) | D     | Manfred Ritschel   |
|    | Germania (bandiera) | D     | Herbert Scheller   |
|    | Germania (bandiera) | D     | Peter Schwarz      |
|    | Germania (bandiera) | D     | Wolfgang Wolf      |

| N. |                     | Ruolo | Calciatore       |
| -- | ------------------- | ----- | ---------------- |
|    | Germania (bandiera) | C     | Werner Melzer    |
|    | Germania (bandiera) | C     | Helmut Nickel    |
|    | Germania (bandiera) | C     | Johannes Riedl   |
|    | Germania (bandiera) | C     | Klaus Scheer     |
|    | Germania (bandiera) | C     | Heinz Stickel    |
|    | Germania (bandiera) | C     | Heinz Wilhelmi   |
|    | Germania (bandiera) | A     | Wolfgang Metzler |
|    | Germania (bandiera) | A     | Josef Pirrung    |
|    | Svezia (bandiera)   | A     | Roland Sandberg  |
|    | Germania (bandiera) | A     | Klaus Toppmöller |

## Organigramma societario
Area tecnica
- Allenatore: Erich Ribbeck
- Allenatore in seconda:
- Preparatore dei portieri:
- Preparatori atletici:

## Calciomercato

### Sessione estiva
| Acquisti | Acquisti         | Acquisti          | Acquisti |
| R.       | Nome             | da                | Modalità |
| -------- | ---------------- | ----------------- | -------- |
| A        | Wolfgang Metzler | FSV Francoforte   |          |
| D        | Manfred Ritschel | Kickers Offenbach |          |
| D        | Herbert Scheller | Magonza           |          |

| Cessioni | Cessioni            | Cessioni             | Cessioni |
| R.       | Nome                | a                    | Modalità |
| -------- | ------------------- | -------------------- | -------- |
| A        | Heinz-Rudolf Weiler | FSV Francoforte      |          |
| D        | Hans-Dieter Diehl   | Baunatal             |          |
| D        | Walter Frosch       | St. Pauli            |          |
| D        | Hans-Günther Kroth  | Fortuna Colonia      |          |
| D        | Dietmar Schwager    | Borussia Neunkirchen |          |

### Sessione invernale
| Acquisti | Acquisti | Acquisti | Acquisti |
| R.       | Nome     | da       | Modalità |
| -------- | -------- | -------- | -------- |

| Cessioni | Cessioni | Cessioni | Cessioni |
| R.       | Nome     | a        | Modalità |
| -------- | -------- | -------- | -------- |

## Risultati

### Bundesliga

#### Girone di andata
| Arbitro: | Frickel |

|                             |           |            |
| Müller 39’, 42’ Konopka 63’ | Marcatori | 47’ Melzer |

| Arbitro: | Ohmsen |

|                                 |           |  |
| Toppmöller 47’ Diehl 52’ (rig.) | Marcatori |  |

| Arbitro: | Hilker |

|             |           |  |
| Reimann 57’ | Marcatori |  |

| Arbitro: | Roth |

|                |           |  |
| Toppmöller 35’ | Marcatori |  |

| Arbitro: | Wichmann |

|            |           |                     |
| Janzon 58’ | Marcatori | 59’ (rig.) Ritschel |

| Arbitro: | Dreher |

|                |           |                       |
| Toppmöller 23’ | Marcatori | 50’ Köppel 56’ Wimmer |

| Arbitro: | Haselberger |

|            |           |  |
| Bücker 63’ | Marcatori |  |

| Arbitro: | Kindervater |

|  |           |                              |
|  | Marcatori | 45’ Beer 71’ (rig.) Granitza |

| Arbitro: | Zuchantke |

|            |           |  |
| Kaczor 15’ | Marcatori |  |

| Arbitro: | Aldinger |

|                            |           |                       |
| Toppmöller 4’ Wilhelmi 73’ | Marcatori | 67’ (aut.) Toppmöller |

| Arbitro: | Hennig |

|                         |           |  |
| Bracht 53’ Konschal 60’ | Marcatori |  |

| Arbitro: | Waltert |

|             |           |            |
| Pirrung 51’ | Marcatori | 36’ Müller |

| Arbitro: | Walz |

|                                                                        |           |             |
| Pirrung 6’ Riedl 47’ Metzler 54’, 59’ Toppmöller 68’, 75’ Sandberg 81’ | Marcatori | 38’ Fürhoff |

| Arbitro: | Eschweiler |

|                     |           |  |
| Hölzenbein 19’, 54’ | Marcatori |  |

| Arbitro: | Frickel |

|  |           |          |
|  | Marcatori | 56’ Zewe |

| Arbitro: | Hennig |

|                         |           |             |
| Handschuh 36’ Frank 54’ | Marcatori | 8’ Sandberg |

| Arbitro: | Ahlenfelder |

|                                |           |           |
| Pirrung 1’, 82’ Toppmöller 89’ | Marcatori | 26’ Wendt |

#### Girone di ritorno
| Arbitro: | Joos |

|                                    |           |                                |
| Toppmöller 46’, 69’ Riedl 48’, 81’ | Marcatori | 38’ (aut.) Scheller 42’ Müller |

| Arbitro: | Dreher |

|                                                      |           |                            |
| Fischer 10’, 20’ (rig.), 39’ Dubski 58’ Bittcher 87’ | Marcatori | 45’ Stickel 63’ Toppmöller |

| Arbitro: | Wichmann |

|                               |           |  |
| Riedl 78’ Ritschel 87’ (rig.) | Marcatori |  |

| Arbitro: | Aldinger |

|                    |           |                             |
| Ellbracht 58’, 70’ | Marcatori | 27’ Toppmöller 56’ Sandberg |

| Arbitro: | Kindervater |

|                                         |           |             |
| Sandberg 14’ Toppmöller 47’ Stickel 58’ | Marcatori | 38’ Schäfer |

| Mönchengladbach 26 febbraio 1977, ore 15:30 CET 23ª giornata | Borussia M'gladbach | 0 – 0 referto | Kaiserslautern | Bökelbergstadion (17 800 spett.)\| Arbitro: \| Roth \| |
| Arbitro:                                                     | Roth                |               |                |                                                        |

| Arbitro: | Walther |

|                            |           |  |
| Toppmöller 56’ Pirrung 82’ | Marcatori |  |

| Arbitro: | Fork |

|                     |           |  |
| Gründel 6’ Horr 43’ | Marcatori |  |

| Arbitro: | Haselberger |

|                       |           |  |
| Meier 75’ Schwarz 78’ | Marcatori |  |

| Arbitro: | Zuchantke |

|                                                         |           |                        |
| Geyer 48’ Kostedde 63’, 86’ Burgsmüller 72’ Lippens 76’ | Marcatori | 19’ Stickel 74’ Melzer |

| Arbitro: | Dölfel |

|                                      |           |                     |
| Pirrung 46’ Toppmöller 55’, 65’, 75’ | Marcatori | 23’ Kamp 77’ Bracht |

| Arbitro: | Roth |

|                                  |           |  |
| Müller 1’ Rummenigge 9’ Önal 57’ | Marcatori |  |

| Arbitro: | Redelfs |

|                                 |           |                        |
| Mill 20’ Fürhoff 82’ Lorant 85’ | Marcatori | 4’ Briegel 37’ Pirrung |

| Arbitro: | Eschweiler |

|                         |           |                     |
| Groh 28’ Toppmöller 43’ | Marcatori | 45’, 75’ Hölzenbein |

| Arbitro: | Joos |

|                   |           |                                     |
| Geye 51’ Brei 85’ | Marcatori | 33’ Stickel 59’ Pirrung 68’ Schwarz |

| Arbitro: | Messmer |

|               |           |                                      |
| Toppmöller 3’ | Marcatori | 10’ Handschuh 11’ Popivoda 68’ Erler |

| Arbitro: | Fork |

|                                              |           |                            |
| Wendt 27’, 48’ Schneider 57’ Groß 89’ (rig.) | Marcatori | 56’ Toppmöller 90’ Metzler |

### Coppa di Germania
| Arbitro: | Kuhn |

|                |           |  |
| Toppmöller 12’ | Marcatori |  |

| Arbitro: | Hennig |

|                 |           |              |
| Schömezler 117’ | Marcatori | 119’ Stickel |

| Arbitro: | Wichmann |

|                                                   |           |             |
| Hoffmann 5’ (aut.) Sandberg 32’ Renner 76’ (aut.) | Marcatori | 22’ Schroff |

| Arbitro: | Lutz |

|                       |           |              |
| Mattsson 9’, 56’, 65’ | Marcatori | 84’ Sandberg |

### Coppa UEFA
| Arbitro: | Mateev |

|               |           |                                 |
| Mertakkas 80’ | Marcatori | 39’ Riedl 47’ Meier 86’ Stickel |

| Arbitro: | Rolles |

|                                                                    |           |  |
| Toppmöller 18’, 35’, 37’, 72’ Pirrung 31’, 67’ Meier 68’ Riedl 83’ | Marcatori |  |

| Arbitro: | Ibáñez |

|                  |           |                        |
| Briegel 27’, 65’ | Marcatori | 39’ de Jong 41’ Jansen |

| Arbitro: | Michelotti |

|                                                                        |           |  |
| Jansen 15’ Jansen 17’ de Jong 38’ van Deinsen 43’ Schneider 74’ (rig.) | Marcatori |  |

## Statistiche

### Statistiche di squadra
| Competizione      | Punti | In casa | In casa | In casa | In casa | In casa | In casa | In trasferta | In trasferta | In trasferta | In trasferta | In trasferta | In trasferta | Totale | Totale | Totale | Totale | Totale | Totale | DR |
| Competizione      | Punti | G       | V       | N       | P       | Gf      | Gs      | G            | V            | N            | P            | Gf           | Gs           | G      | V      | N      | P      | Gf     | Gs     | DR |
| ----------------- | ----- | ------- | ------- | ------- | ------- | ------- | ------- | ------------ | ------------ | ------------ | ------------ | ------------ | ------------ | ------ | ------ | ------ | ------ | ------ | ------ | -- |
| Bundesliga        | 29    | 17      | 11      | 2       | 4       | 37      | 19      | 17           | 1            | 3            | 13           | 16           | 39           | 34     | 12     | 5      | 17     | 53     | 58     | -5 |
| Coppa di Germania | -     | 2       | 2       | 0       | 0       | 4       | 1       | 2            | 0            | 1            | 1            | 2            | 4            | 4      | 2      | 1      | 1      | 6      | 5      | +1 |
| Coppa UEFA        | -     | 2       | 1       | 1       | 0       | 10      | 2       | 2            | 1            | 0            | 1            | 3            | 6            | 4      | 2      | 1      | 1      | 13     | 8      | +5 |
| Totale            | 29    | 21      | 14      | 3       | 4       | 51      | 22      | 21           | 2            | 4            | 15           | 21           | 49           | 42     | 16     | 7      | 19     | 72     | 71     | +1 |

### Andamento in campionato
| Giornata  | 1  | 2 | 3  | 4  | 5  | 6  | 7  | 8  | 9  | 10 | 11 | 12 | 13 | 14 | 15 | 16 | 17 | 18 | 19 | 20 | 21 | 22 | 23 | 24 | 25 | 26 | 27 | 28 | 29 | 30 | 31 | 32 | 33 | 34 |
| --------- | -- | - | -- | -- | -- | -- | -- | -- | -- | -- | -- | -- | -- | -- | -- | -- | -- | -- | -- | -- | -- | -- | -- | -- | -- | -- | -- | -- | -- | -- | -- | -- | -- | -- |
| Luogo     | T  | C | T  | C  | T  | C  | T  | C  | T  | C  | T  | C  | C  | T  | C  | T  | C  | C  | T  | C  | T  | C  | T  | C  | T  | C  | T  | C  | T  | T  | C  | T  | C  | T  |
| Risultato | P  | V | P  | V  | N  | P  | P  | P  | P  | V  | P  | N  | V  | P  | P  | P  | V  | V  | P  | V  | N  | V  | N  | V  | P  | V  | P  | V  | P  | P  | N  | V  | P  | P  |
| Posizione | 16 | 9 | 14 | 10 | 11 | 12 | 14 | 17 | 17 | 15 | 15 | 15 | 14 | 14 | 15 | 15 | 15 | 15 | 15 | 15 | 15 | 14 | 14 | 14 | 14 | 13 | 14 | 13 | 14 | 14 | 14 | 13 | 13 | 13 |

Legenda:

Luogo: C = Casa; T = Trasferta. Risultato: V = Vittoria; N = Pareggio; P = Sconfitta.

### Statistiche dei giocatori
| Giocatore     | Bundesliga | Bundesliga | Bundesliga  | Bundesliga | Coppa di Germania | Coppa di Germania | Coppa di Germania | Coppa di Germania | Coppa UEFA | Coppa UEFA | Coppa UEFA  | Coppa UEFA | Totale   | Totale | Totale      | Totale     |
| Giocatore     | Presenze   | Reti       | Ammonizioni | Espulsioni | Presenze          | Reti              | Ammonizioni       | Espulsioni        | Presenze   | Reti       | Ammonizioni | Espulsioni | Presenze | Reti   | Ammonizioni | Espulsioni |
| ------------- | ---------- | ---------- | ----------- | ---------- | ----------------- | ----------------- | ----------------- | ----------------- | ---------- | ---------- | ----------- | ---------- | -------- | ------ | ----------- | ---------- |
| H. Briegel    | 15         | 1          | 2           | 0          | 2                 | 0                 | 0                 | 0                 | 3          | 2          | 0           | 0          | 20       | 3      | 2           | 0          |
| E. Diehl      | 24         | 1          | 3           | 0          | 3                 | 0                 | 1                 | 0                 | 3          | 0          | 0           | 0          | 30       | 1      | 4           | 0          |
| J. Groh       | 23         | 1          | 2           | 0          | 3                 | 0                 | 0                 | 0                 | 4          | 0          | 0           | 0          | 30       | 1      | 2           | 0          |
| R. Hellström  | 32         | 0          | 0           | 0          | 4                 | 0                 | 0                 | 0                 | 3          | 0          | 0           | 0          | 39       | 0      | 0           | 0          |
| R. Meier      | 28         | 1          | 5           | 0          | 3                 | 0                 | 0                 | 0                 | 3          | 2          | 0           | 0          | 34       | 3      | 5           | 0          |
| W. Melzer     | 33         | 2          | 3           | 0          | 3                 | 0                 | 0                 | 0                 | 4          | 0          | 0           | 0          | 40       | 2      | 3           | 0          |
| W. Metzler    | 20         | 3          | 1           | 0          | 0                 | 0                 | 0                 | 0                 | 0          | 0          | 0           | 0          | 20       | 3      | 1           | 0          |
| H. Nickel     | 0          | 0          | 0           | 0          | 1                 | 0                 | 0                 | 0                 | 0          | 0          | 0           | 0          | 1        | 0      | 0           | 0          |
| J. Pirrung    | 31         | 8          | 2           | 0          | 4                 | 0                 | 0                 | 0                 | 3          | 2          | 0           | 0          | 38       | 10     | 2           | 0          |
| J. Riedl      | 33         | 4          | 4           | 0          | 4                 | 0                 | 0                 | 0                 | 4          | 2          | 0           | 0          | 41       | 6      | 4           | 0          |
| M. Ritschel   | 23         | 2          | 5           | 0          | 4                 | 0                 | 1                 | 0                 | 3          | 0          | 0           | 0          | 30       | 2      | 6           | 0          |
| R. Sandberg   | 18         | 4          | 1           | 0          | 4                 | 2                 | 0                 | 0                 | 1          | 0          | 0           | 0          | 23       | 6      | 1           | 0          |
| K. Scheer     | 18         | 0          | 1           | 0          | 4                 | 0                 | 0                 | 0                 | 2          | 0          | 0           | 0          | 24       | 0      | 1           | 0          |
| H. Scheller   | 21         | 0          | 3           | 0          | 1                 | 0                 | 0                 | 0                 | 3          | 0          | 0           | 0          | 25       | 0      | 3           | 0          |
| P. Schwarz    | 26         | 2          | 0           | 0          | 1                 | 0                 | 0                 | 0                 | 2          | 0          | 0           | 0          | 29       | 2      | 0           | 0          |
| J. Stabel     | 2          | 0          | 0           | 0          | 0                 | 0                 | 0                 | 0                 | 1          | 0          | 0           | 0          | 3        | 0      | 0           | 0          |
| H. Stickel    | 27         | 4          | 3           | 0          | 2                 | 1                 | 1                 | 0                 | 3          | 1          | 0           | 0          | 32       | 6      | 4           | 0          |
| K. Toppmöller | 34         | 19         | 3           | 0          | 4                 | 1                 | 0                 | 0                 | 4          | 4          | 0           | 0          | 42       | 24     | 3           | 0          |
| H. Weiler     | 0          | 0          | 0           | 0          | 1                 | 0                 | 0                 | 0                 | 1          | 0          | 0           | 0          | 2        | 0      | 0           | 0          |
| H. Wilhelmi   | 22         | 1          | 2           | 0          | 4                 | 0                 | 1                 | 0                 | 4          | 0          | 0           | 0          | 30       | 1      | 3           | 0          |
| W. Wolf       | 0          | 0          | 0           | 0          | 0                 | 0                 | 0                 | 0                 | 0          | 0          | 0           | 0          | 0        | 0      | 0           | 0          |